# 수계 (불교)
수계(受戒 · Buddhist initiation ritual)는 출가자(出家者) · 재가자(在家者)의 구별 없이, 불교를 받드는 자들이 지켜야 하는 계율(戒律)에 따를 것을 맹세하는 것으로, 일정한 의식법이 있다. 수계를 주는 승려를 수계사(授戒師) 또는 계사(戒師)라고 한다.

## 소승 불교의 수계
소승 불교의 수계 의식법은 다음과 같다.
재가자(在家者)의 경우에는 5계(五戒)만 주어졌다.
출가자(出家者)인 비구(比丘) · 비구니(比丘尼)가 되기 위해서는 구족계(具足戒)를 받아야 한다. 일반적으로, 구족계는 비구의 250계와 비구니의 348계를 말한다.
구족계를 받기 위해서는, 계를 수여하는 스승인 계화상(戒和上), 그 장소에서의 범절을 가르치는 교수사(敎授師), 그 범절을 실행하는 갈마사의 3사(三師), 그리고 입회 증인 7명의 3사7증(三師七證)이 있어야 한다. 그리고 갈마사가 수계자(受戒者)의 희망의 뜻을 승려 대중 앞에서 천명한 다음 그 사실의 승인을 묻는 의례인 "갈마"(Karma)를 세 번 되풀이하는 백사갈마가 조건으로 되어 있다.
또한 수계의 자격으로는 연령이 20세가 되었는가, 부모의 허락을 받았는가 등의 수계를 위해 필요한 조건을 묻는 16차(遮)와 악(惡)으로 지목되는 행위의 유무를 묻는 13난(難)의 이른바 "차난"(遮難)에 저촉되는 일이 없어야 한다.

## 대승 불교의 수계
대승 불교에서는 일사(一師)에 의한 수계나 스스로 서원(誓願)을 세워 수계하는 자서수계(自誓受戒)가 행하여졌다.
한편, 중국과 한국의 불교는 대승 불교에 속하지만 비구 · 비구니가 되는 수계 의식은 구족계를 받는 소승 불교의 갈마 의식에 따른다.

## 참고 문헌
- 이 문서에는 다음커뮤니케이션(현 카카오)에서 GFDL 또는 CC-SA 라이선스로 배포한 글로벌 세계대백과사전의 내용을 기초로 작성된 글이 포함되어 있습니다.